# Restio nuwebergensis
Restio nuwebergensis är en gräsväxtart som beskrevs av Esterh. Restio nuwebergensis ingår i släktet Restio och familjen Restionaceae. Inga underarter finns listade i Catalogue of Life.